# Allopathes robillardi
Allopathes robillardi är en korallart som först beskrevs av Bell 1891.  Allopathes robillardi ingår i släktet Allopathes och familjen Antipathidae. Inga underarter finns listade i Catalogue of Life.